# Acanthodelta medioalbida
Acanthodelta medioalbida là một loài bướm đêm trong họ Noctuidae.